# Renaud Bouvier
Renaud Bouvier, né le 11 février 1968 à Lausanne, est un musicien, chef d'orchestre, chef de chœur et assistant en littérature française vaudois.

## Biographie
Renaud Bouvier obtient son certificat supérieur de direction d'orchestre dans la classe d'Hervé Klopfenstein au Conservatoire de Lausanne en 2002. Il y suit également des études de basson (certificat supérieur dans la classe de François Dinkel) et de chant (Erika Bill) ; il complète cette formation avec des études supérieures en analyse musicale chez Jean Balissat et d'orchestration dans la classe de William Blank. En parallèle, Renaud Bouvier suit des études de Lettres à l'Université de Lausanne, qui le mènent à une licence et un poste d'assistant en littérature française. Renaud Bouvier a ainsi mené des mandats de recherche et d'édition pour le Centre de recherche sur les lettres romandes et les fondations Paul Robert et Guy de Pourtalès.
Renaud Bouvier a été membre de plusieurs chœurs de la région lausannoise et bassoniste dans de nombreux orchestres et formations de chambre. Il fonde en 2003 à Lausanne le chœur d'oratorio Hostias qui collabore fréquemment, pour les œuvres du répertoire avec orchestre, avec le chœur de l'école Steiner de Lausanne qu'il a dirigé jusqu'en juin 2011. Il dirige également depuis 2003 l'ensemble Les Vocalistes romands, avec lesquels il se consacre au répertoire du chœur de chambre, du baroque au contemporain, le plus souvent a cappella. En 2012, il réunit ces deux ensembles pour créer le Stabat Mater de Fabrizio Di Donato et la Messe à six voix de Valentin Villard avec les seuls Vocalistes romands. Renaud Bouvier co-fonde en 2009, avec Dominique Tille, l'Académie vocale de Suisse romande (AVSR), ensemble destiné aux choristes professionnels. Il enregistre avec l'AVSR en 2011 la Missa Choralis de Franz Liszt, accompagné par l'organiste Benjamin Righetti pour le label français K 617, disque récompensé de l'Orphée d'Or du meilleur enregistrement de musique sacrée par l'Académie du disque lyrique. En décembre 2012, il dirige l'AVSR et l’Orchestre de Chambre de Lausanne (OCL) dans le Magnificat de J.-S. Bach et, en mai 2013, dans Le Vin herbé de Frank Martin avec le Quatuor Sine Nomine à l'Opéra de Lausanne dans le cadre du Festival Sine Nomine pour les trente ans du quatuor. En janvier 2010, Renaud Bouvier prend la direction du chœur symphonique neuchâtelois Cantabile, explorant, avec le concours de l'ensemble symphonique Neuchâtel (ESN), le répertoire pour grand chœur et orchestre (le Gloria de Poulenc et le Schicksalslied de Brahms en 2010, Paulus de Mendelssohn en 2011).

## Sources
- « Renaud Bouvier », sur la base de données des personnalités vaudoises sur la plateforme « Patrinum » de la Bibliothèque cantonale et universitaire de Lausanne.
- Rüf, Isabelle, « Aristocrate dans la guerre », Le Temps, 2006/06/17
- Chenal, Matthieu, « La musique orthodoxe gagne les chorales d'ici », 24 Heures, 2011/04/07, p. 33
- Rüf, Isabelle, « Le Grand Robert s'expose à Lausanne, son refuge », Le Temps, 2000/10/19
- Sykes, Julian, « Un Stabat Mater aux larmes apaisantes », Le Temps, 2011/10/06.